# Carl Cooke
Carl Clement Cooke (ur. 25 sierpnia 1889 w Columbus, zm. 28 lipca 1971 tamże) – amerykański lekkoatleta specjalizujący się w biegach sprinterskich, olimpijczyk.
Uczestniczył w rywalizacji na V Igrzyskach olimpijskich rozgrywanych w Sztokholmie w 1912 roku. Startował tam w dwóch konkurencjach lekkoatletycznych. W biegu na 200 metrów odpadł w fazie półfinałowej. Cooke był także członkiem amerykańskiej sztafety 4 × 100 metrów, która została zdyskwalifikowana w półfinale za przekroczenie strefy zmian (w eliminacjach Amerykanie z Cookiem na ostatniej zmianie ustanowili wynikiem 43,7 rekord kraju i rekord olimpijski).
W 1911 i 1913 zajmował drugie miejsce w biegu na 220 jardów podczas mistrzostw USA.

## Rekordy życiowe
- Bieg na 100 jardów – 10,0 (1911)
- Bieg na 200 metrów – 21,6 (1912)
- Skok w dal – 6,54 (1912)